# Tisrin-gáti offenzíva
A Tisrin-gáti offenzíva vagy más néven offenzíva Kobanî déli határain a szíriai polgárháború egyik katonai hadművelete volt Aleppó kormányzáság, északi részében melyet a Szír Demokratikus Erők indítottak, hogy elfoglalják az Iraki és Levantei Iszlám Államtól Kobanî tartomány déli felén fekvő, stratégiai jelentőségű Tisim-gátat. Az SDF munkáját segítette a nyugati csapatok szövetségének több légi támadása is.

## Az offenzíva
2015, december 23-án a Szír Demokratikus Erők azzal a céllal indították a támadást, hogy “Kobanî tartomány Daesh néven ismert terrorista szervezet [az ISIL] kezén lévő részét megtisztítsák."
2015, December 24-én az SDF elfoglalta Sahrij, Al Jabal, Abaydad, Al Mansia, Miruha, Sajjadi, Dandoshan, Birdan falvait és több mint 15 farmot, melyek mind a Szarini csata (2015. június–július) alatt a Szabad Szíriai Hadsereg és a Kurd Népvédelmi Egységek által elfoglalt Szarin városától délre fekszenek. A csatában az ISIL 14, az SDF 2 tagját ölték meg.
December 25-én kurd, arab és asszír csapatok szövetsége foglalta el az ISIL-től Bojakh, Hafyan, Munsiye, Sofayte, Saqit és Dahr Al–Faraj falvait és az ezeket körülvevő farmokat. Az éjszakai rajtaütésben az ISIL 12 tagját ölték meg. Eddig az SDF az Eufrátesz partjának 16 km-es partszakaszát szerezte meg.
December 26-án a Szír Demokratikus Erők elfoglalták a Tisrim-gátat és Bir Shumal, Bir Bagar, Abdilkiye, Tal Banat, Khishkhash, Al-Wesi valamint Miwelih falvait. A Szír Demokratikus Erők az ellenség öt tagját megölték, másik nyolcukat pedig élve ejtették fogságba. Az offenzíva első négy napjában az ISIL-től 50 falut foglaltak vissza.
December 27-én az SDF újabb területeket szerzett meg az Eufrátesz nyugati partszakaszán. Elfoglalták Tisrin és Sakaniya városait. A hadműveletben az ISIL legalább 15 tagjával végeztek. Ugyanezen a napon az ISIL kivégzett négy fiatalt Manbijban, akiket azzal vádoltak, hogy az SDF tagjai.
December 30-án az SDF általános parancsnoka bejelentette a hadművelet végét, melyet Kobanî kanton déli felének felszabadításáért indítottak. A Szír Demokratikus Erők az általuk nyilvánosságra hozott mérleg szerint 100-nál több falut elfoglaltak, megszerezték a Tisrim-gátat, és megölték az ISIL 219 harcosát. Ezalatt az SDF 7, az Asayish rendőrség 2 tagját ölték meg.